# Harpaginae
De Harpaginae (Tandwouw en verwanten) vormen een onderfamilie van havikachtigen (Accipitridae). Volgens Mindell et al 2018 kunnen drie geslachten hiertoe worden gerekend.  De drie geslachten bevatten roofvogels uit Midden- en Zuid-Amerika.
- Geslacht Harpagus
- Geslacht Kaupifalco
- Geslacht Microspizias

Echte haviken en sperwers (Accipitrinae) · Gieren van de Oude Wereld (Aegypiinae) · Echte arenden (Aquilinae) · Buizerdachtigen (Buteoninae) · Slangenarenden (Circaetinae) · Kiekendieven (Circinae) · Grijze wouwen en verwanten (Elaninae) · Gieren van de Oude Wereld (Gypaetinae) · Tandwouw en verwanten (Harpaginae) · Harpij-achtigen (Harpiinae) · Grijskophavik en verwanten (Lophospizinae) · Zanghaviken (Melieraxinae) · Wespendieven en verwanten (Perninae)